# Glomus caledonium
Glomus caledonium är en svampart som först beskrevs av T.H. Nicolson & Gerd., och fick sitt nu gällande namn av Trappe & Gerd. 1974. Glomus caledonium ingår i släktet Glomus och familjen Glomeraceae.   Inga underarter finns listade i Catalogue of Life.